# BAD Design
BAD Design war ein britischer Hersteller von Automobilen.

## Unternehmensgeschichte
Drei Männer mit den Vornamen Brian, Andy und Darren gründeten 2001 das Unternehmen in Birmingham in der Grafschaft West Midlands. Sie begannen mit der Produktion von Automobilen und Kits. Der Markenname lautete BAD Design. In einem Katalog von 2005/2006 wird die Marke noch beschrieben. 2012 endete die Produktion. Eine Quelle gibt abweichend davon an, dass BAD Design 2004 die Produktion aufgab, und Bob Atkinson Design aus dem Nordosten Englands unter Leitung von Bob Atkinson seit 2010 versucht, die Produktion fortzusetzen.
Insgesamt entstanden etwa 250 Exemplare.

## Fahrzeuge
Im Angebot standen Nachbildungen des Ferrari F 355. Der Supacorse als Coupé erschien 2001 und der Supacorse Spider als Roadster 2004. Die Basis bildete der Toyota MR 2.
Bob Atkinson Design nannte die Modelle Supercorse II, Ultracorse und Bellissimo F 430.